# امامزاده طاهر (کرج)
امامزاده طاهر از بناهای شاخص مذهبی در استان البرز و شهر کرج است. این بنای متعلق به دوره صفویه بوده و از زیارتگاه‌های مشهور این شهر به‌شمار می‌رود.
این مکان در مسیر اتوبان کرج - قزوین قبل از پل مهرشهر واقع است. در قسمت شرقی شهرک دریا و شمال باغ سیب مهرشهر و در حریم شمالی راه‌آهن کرج – قزوین واقع شده و راه دسترسی به آن از حریم راه فرعی آزادراه است. بخشی از بنای فوق متعلق به دوره صفویه و بخش دیگر آن مربوط به دوره معاصر است.

## مشخصه‌های بنا
مساحت اراضی آن بالغ بر شش هکتار است که در آن ساختمان حرم، صحن، پارک و فضای سبز، پارک کودک، پارکینگ خودرو، قبرستان و وضوخانه و بلوار شمالی با آب‌نمایی زیبا احداث شده‌است. ساختمان قدیم بقعه به علت فرسودگی بنا و انفکاک دیوارها در سال ۱۳۷۹ تخریب و ساختمان جدید با طرحی زیبا و در مساحت ۱۴۰۰ متر مربع بنا گردیده که دارای یک گنبد خانه، دو شبستان زنانه و مردانه، دو رواق شمالی و جنوبی، دو گل‌دسته و یک ایوان الحاقی زیباست. ضریح جدید در سال ۱۳۷۹ که به شکل سنتی ساخته شده نصب گردید. پارک و فضای بازی کودکان به مساحت شش هزار متر مربع در ضلع جنوبی حرم نمایی زیبا به آن بقعه بخشیده‌است.
گنبد بلند و نوساز و زیبایی دارد که مربوط به صحن و سرای امامزاده طاهر است. تأسیسات و بناهای قبلی امامزاده که کاملاً تخریب شده بود توسط اداره اوقاف و امورخیریه کرج نوسازی شده‌است.

## مشاهیر به خاک سپرده‌شده
مشاهیر دفن شده در این امامزاده عبارتند از:

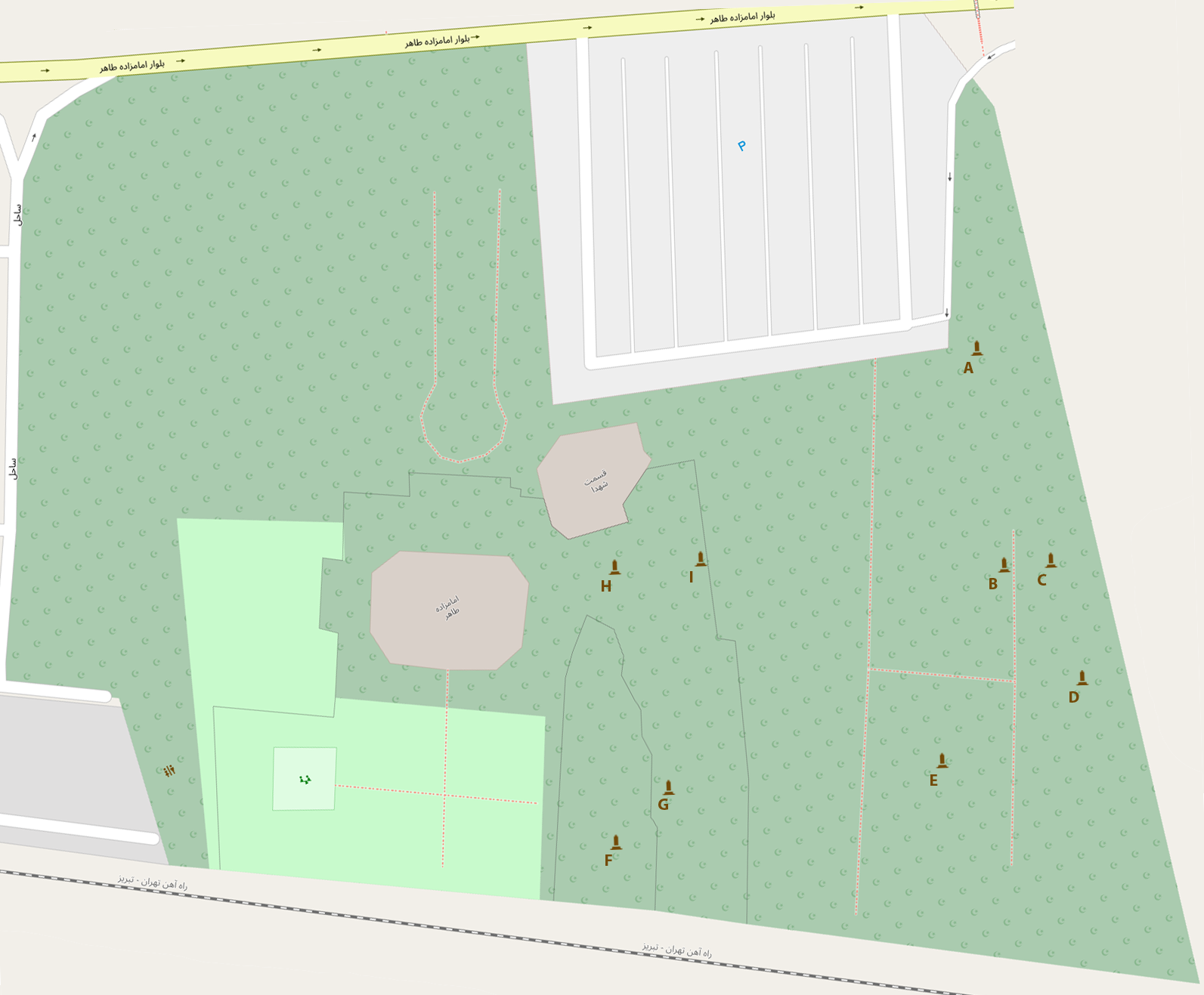
A: حسن گل‌نراقی، مازیار B: احمد شاملو، احمد محمود، گلشیری، پوینده، مختاری C: بهاری، احمد عبادی، حبیب‌الله بدیعی D: تقی ظهوری، زند وکیلی، حسن کامکار E: ذوالفنون F :دلکش G: حنانه، قوامی، نعمت‌الله آغاسی H: غلامحسین بنان I: پوران

### دهه شصت

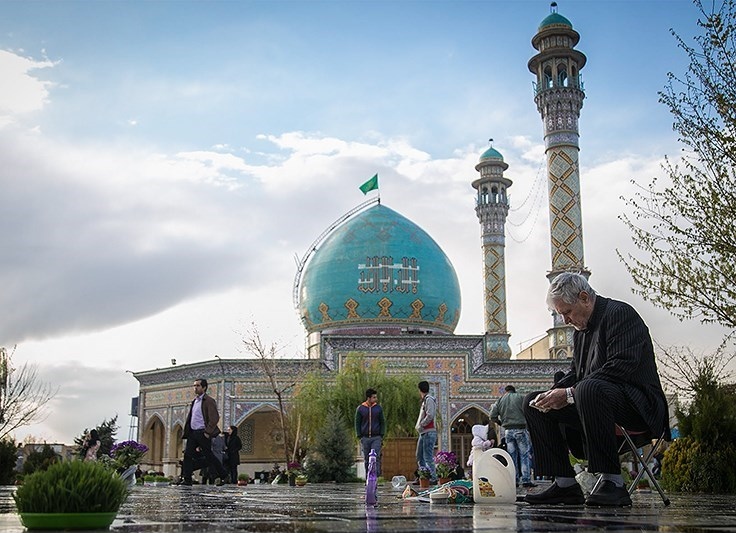
امام‌زاده طاهر در آخرین پنج‌شنبه سال ۱۳۹۴ خورشیدی

- غلامحسین بنان
- مرتضی حنانه
- حسین قوامی
- عبدالعلی وزیری
- پوران
- عزت روحبخش
- امیرناصر افتتاح

### دهه هفتاد
- تقی ظهوری
- غلامحسین بیگدلی
- حبیب‌الله بدیعی
- احمد عبادی
- علی‌اصغر بهاری
- غزاله علیزاده
- همدم‌السلطنه پهلوی
- احمد شاملو
- محمد مختاری
- محمدجعفر پوینده
- هوشنگ گلشیری
- منوچهر شیبانی
- حسن گل‌نراقی
- حسن کامکار
- مازیار (خواننده)
- پرویز نارنجی‌ها
- شهین حنانه
- علی اصغر زند وکیلی
- حسینعلی ملاح
- شاپور نیاکان

### دهه هشتاد و نود
- نعمت‌الله آغاسی
- دلکش
- صفر قهرمانیان
- م. آزاد
- احمد محمود
- مسعود بختیاری
- جعفر بدیعی
- شاپور جفرودی
- علاءالدین پازارگادی
- یحیی مافی
- حمیدرضا کمالی
- جلال ذوالفنون
- بابک معصومی

## نگارخانه

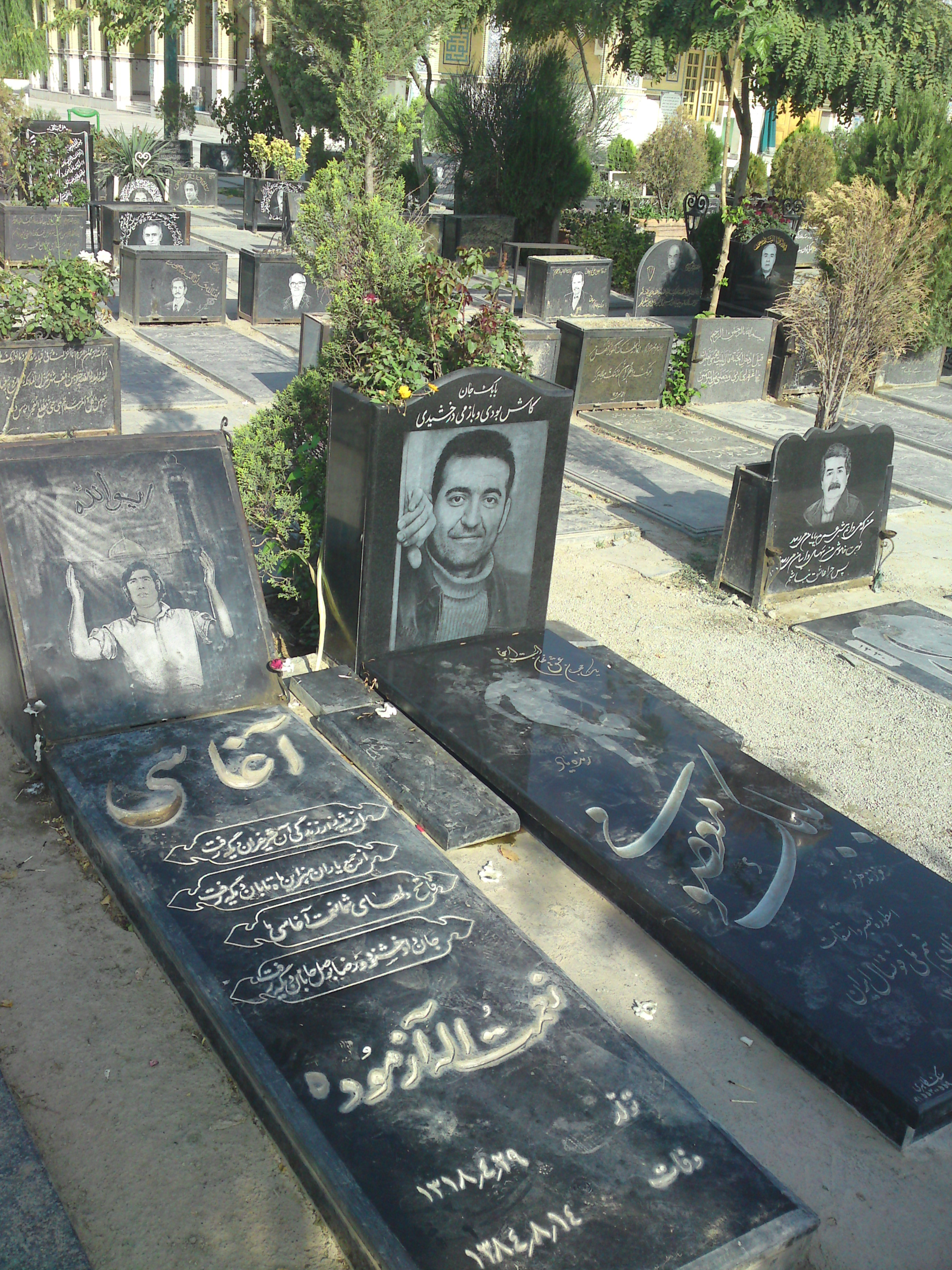
قبر نعمت‌الله آغاسی و بابک معصومی
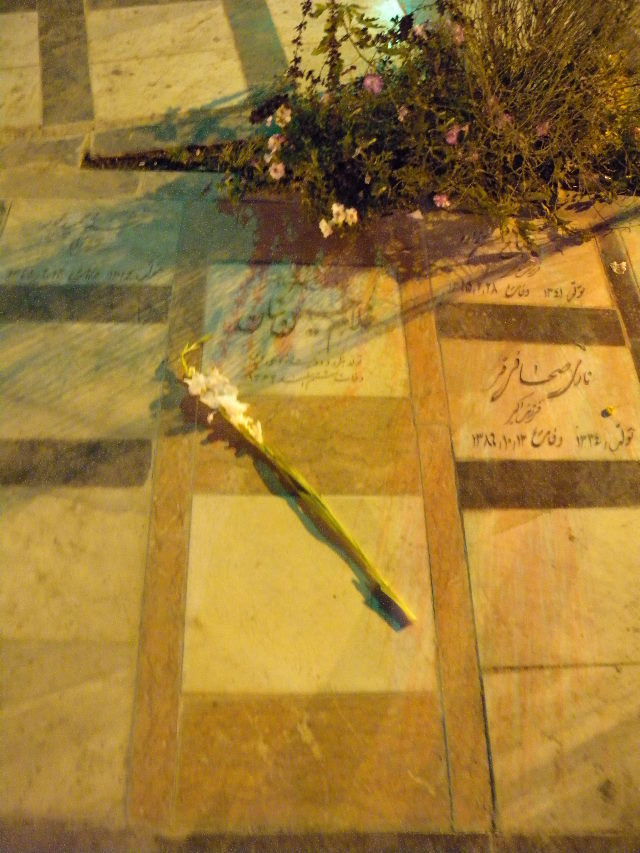
قبر غلامحسین بنان
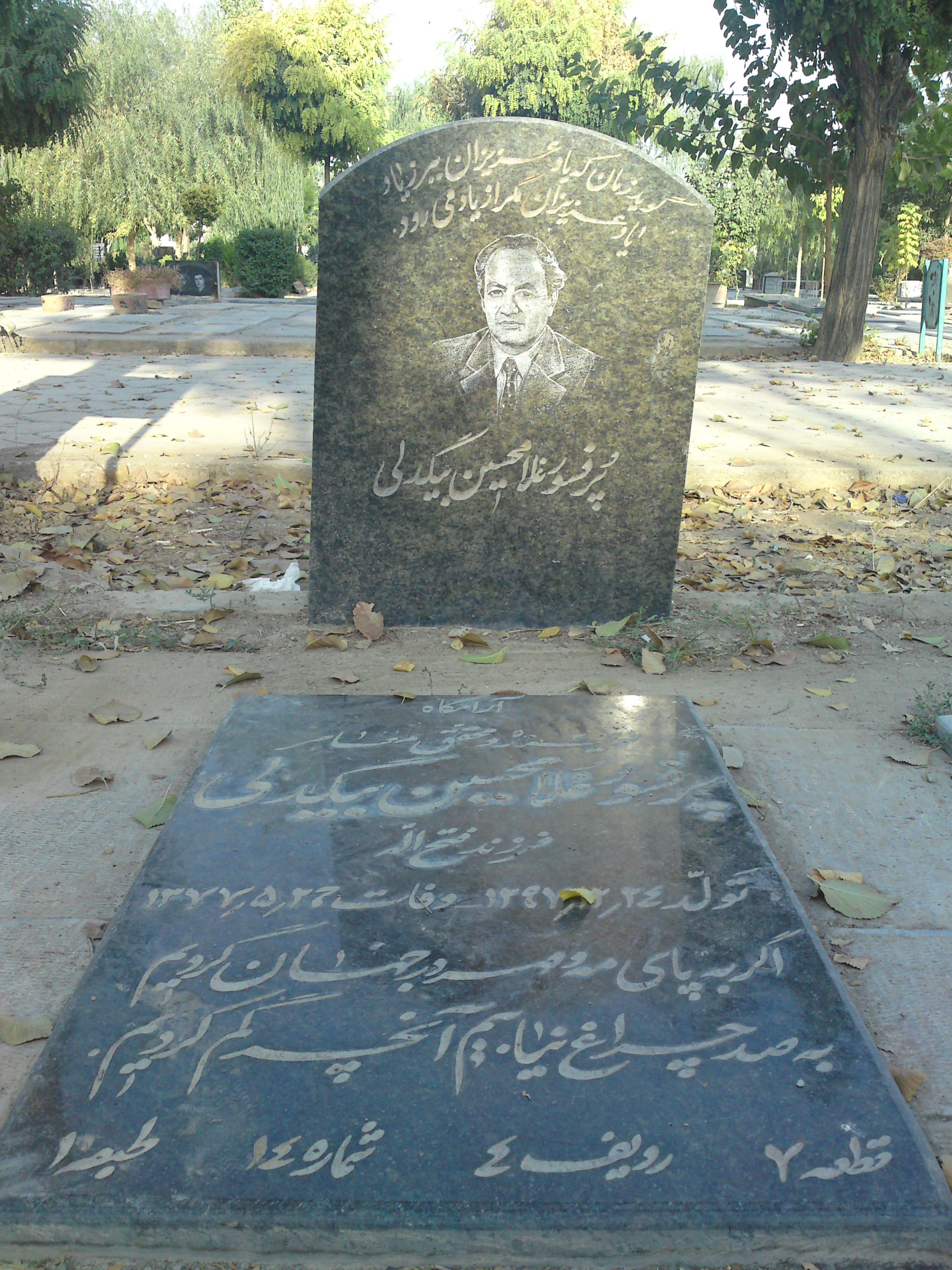
قبر غلامحسین بیگدلی
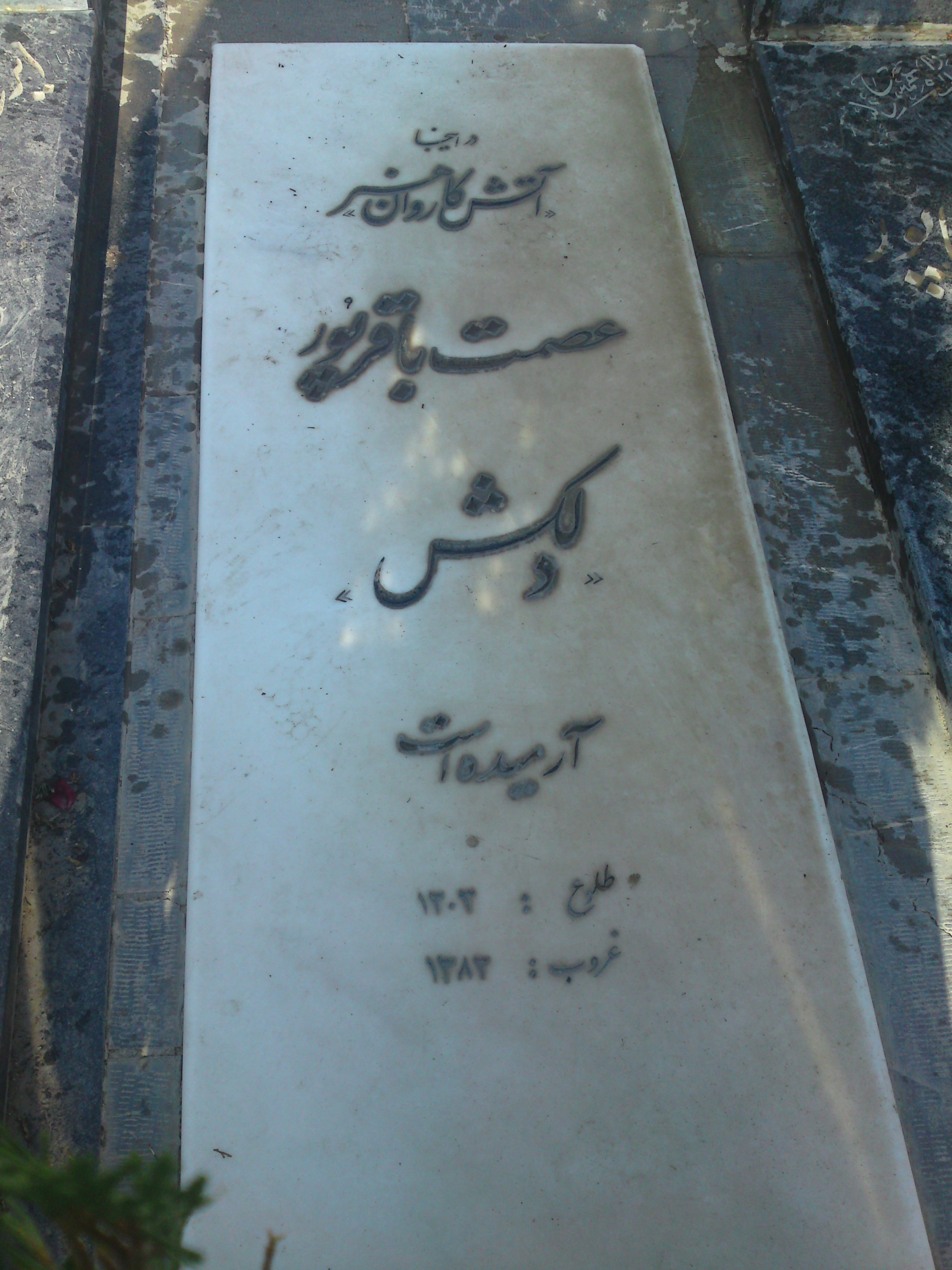
قبر دلکش
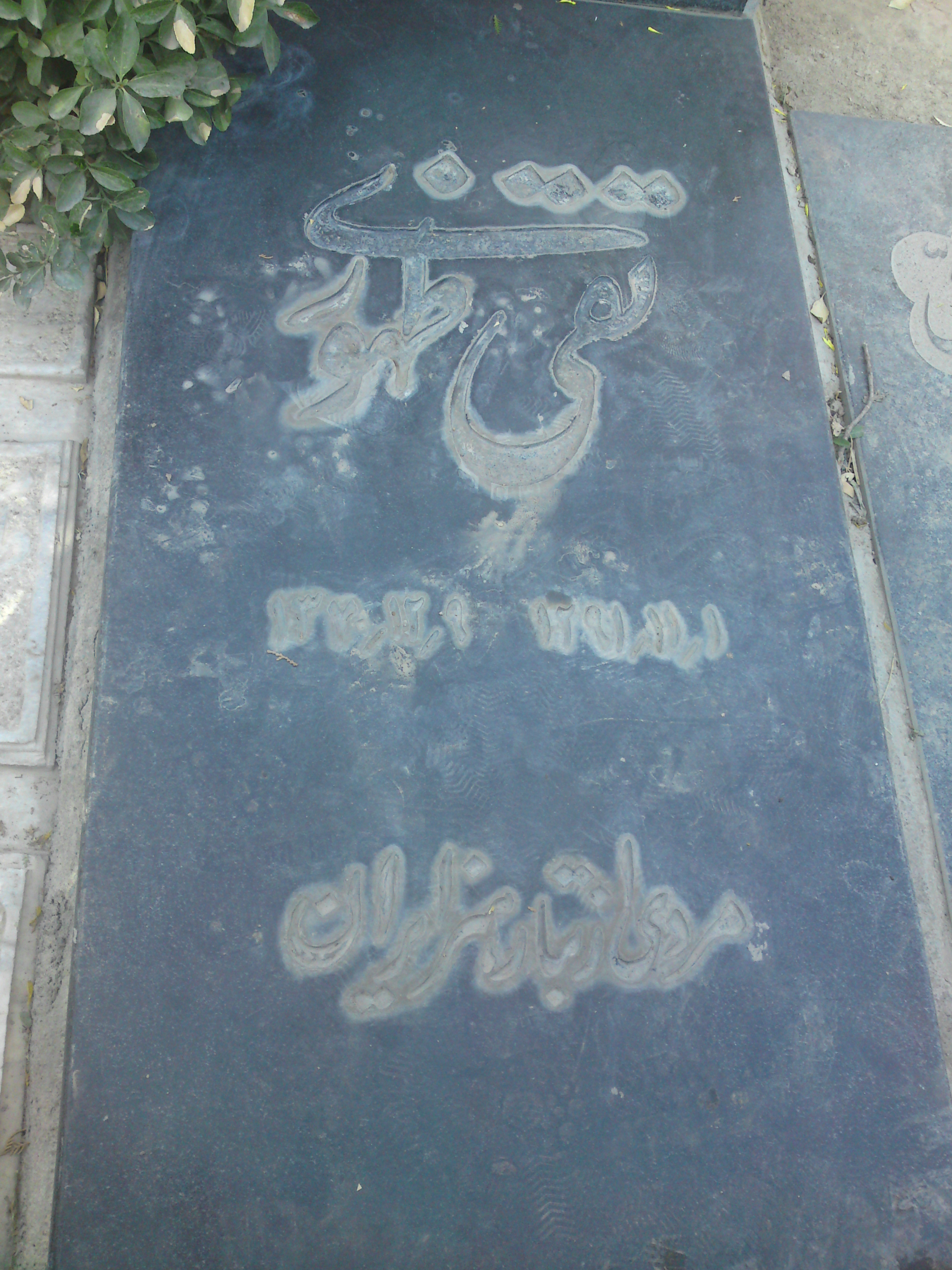
قبر تقی ظهوری
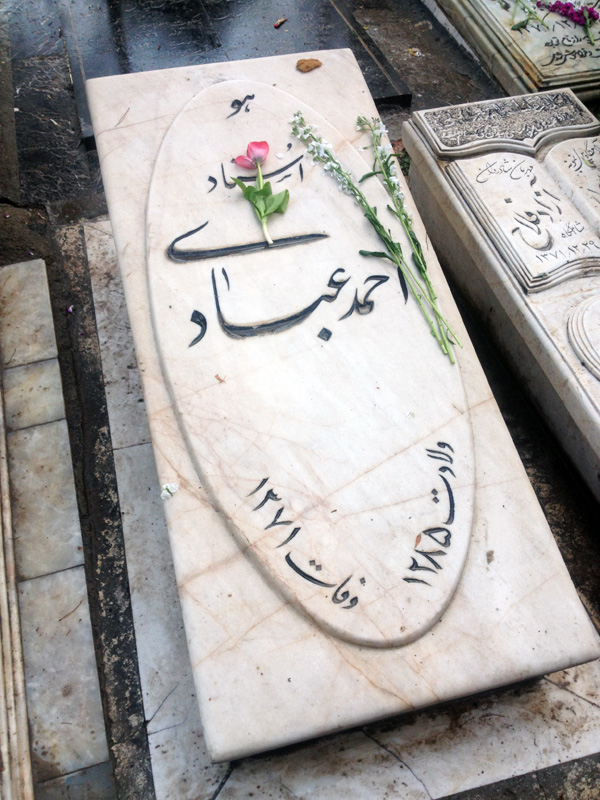
قبر احمد عبادی
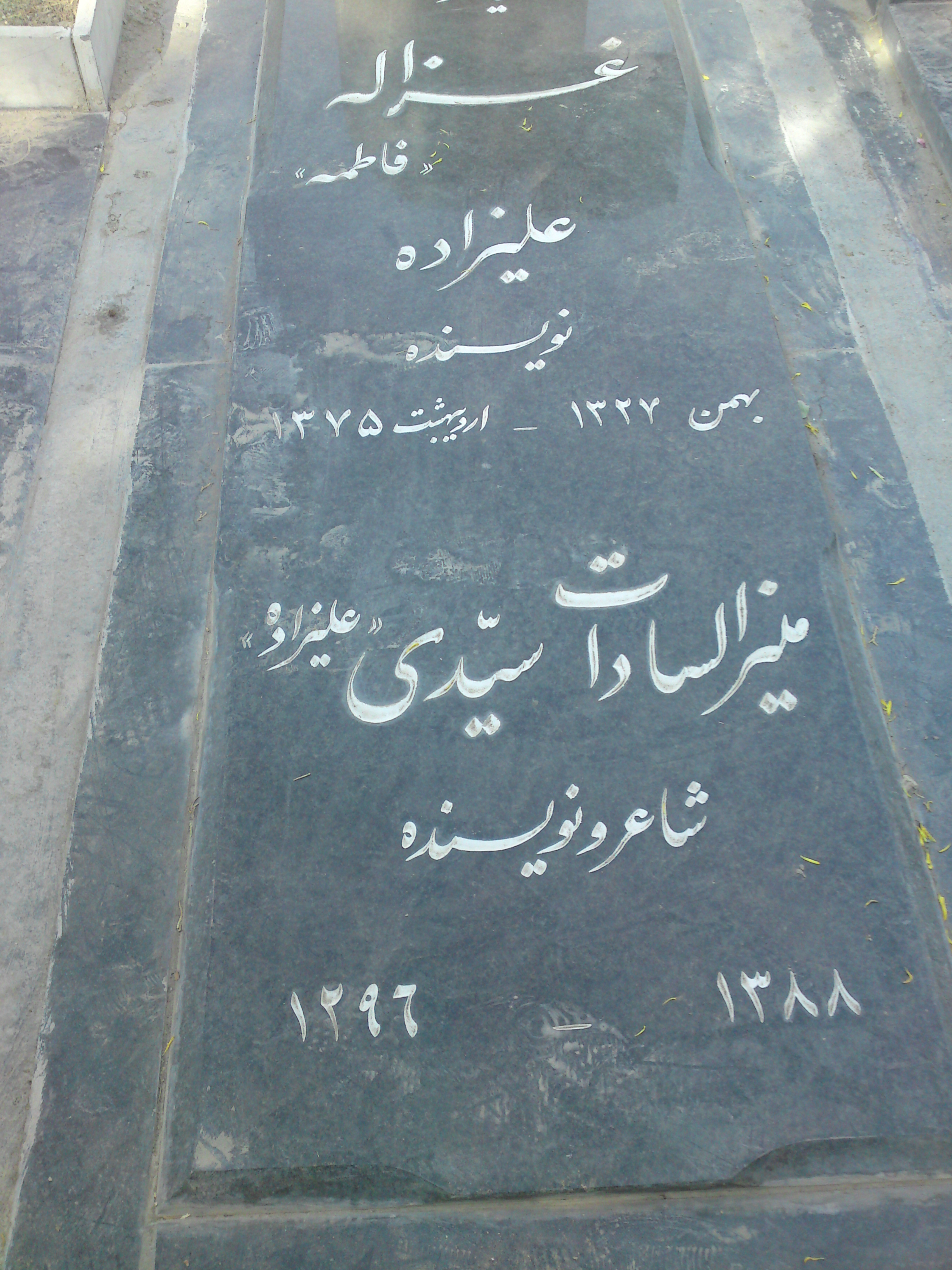
قبر غزاله علیزاده
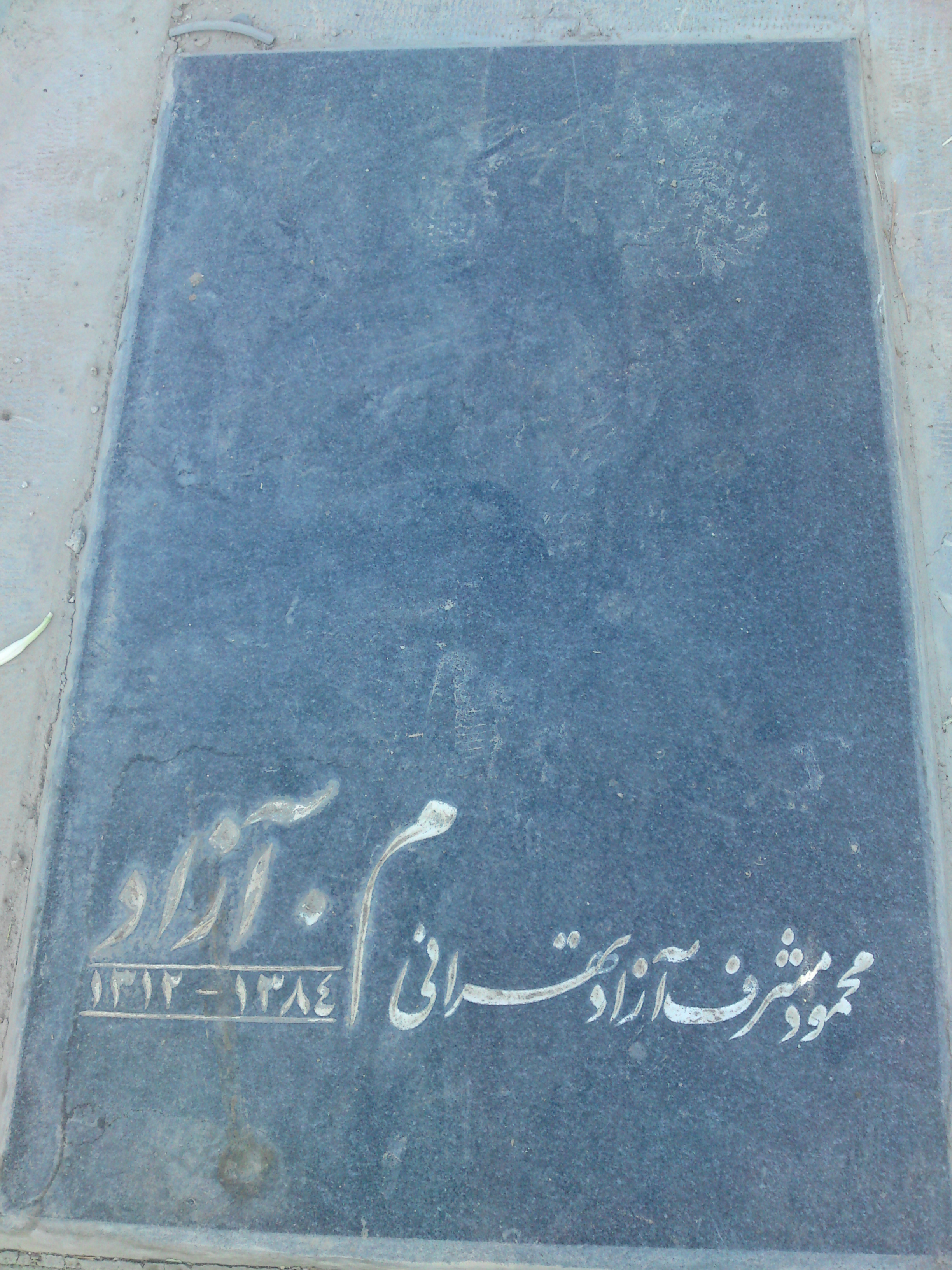
قبر م. آزاد
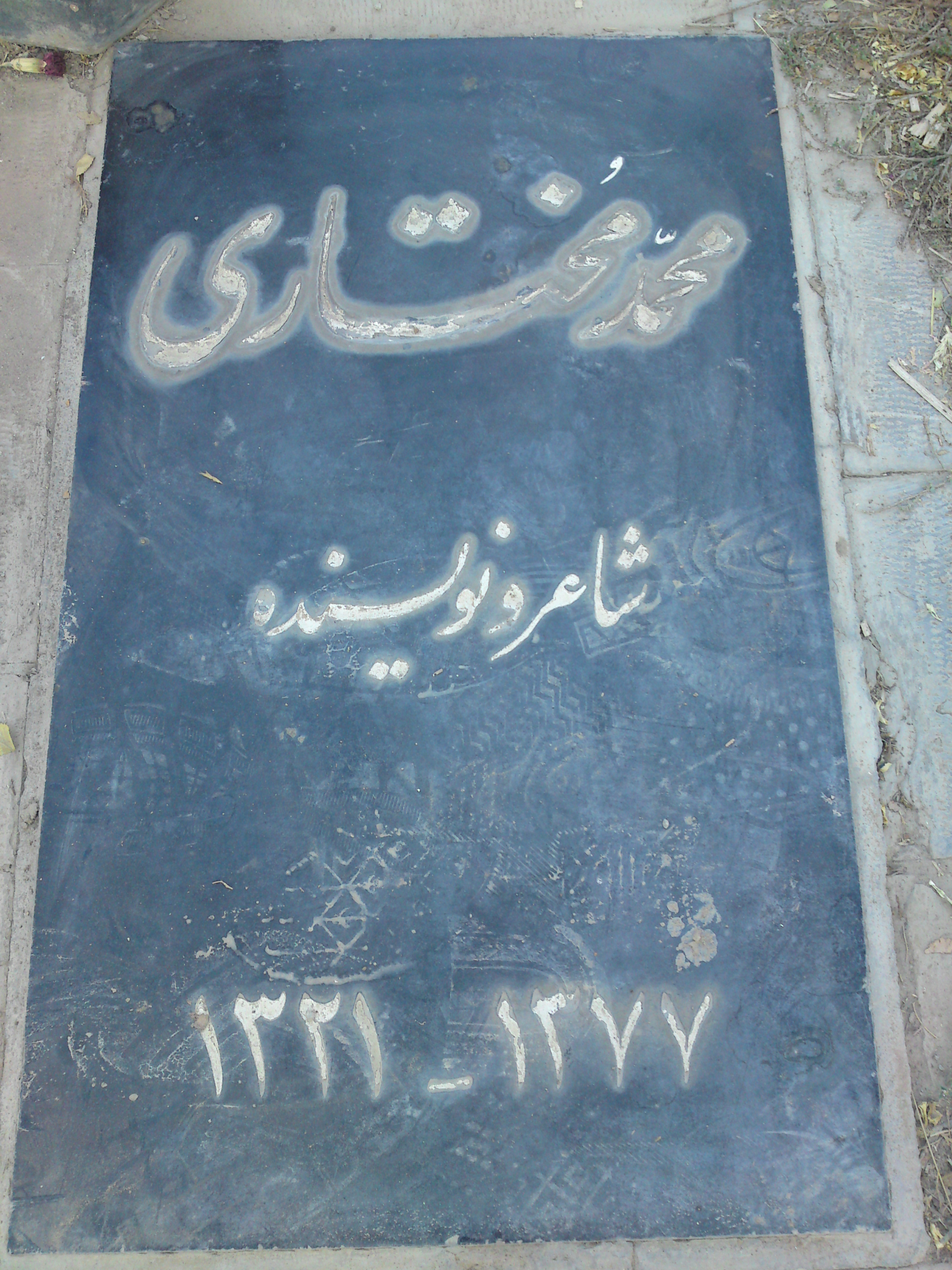
قبر محمد مختاری
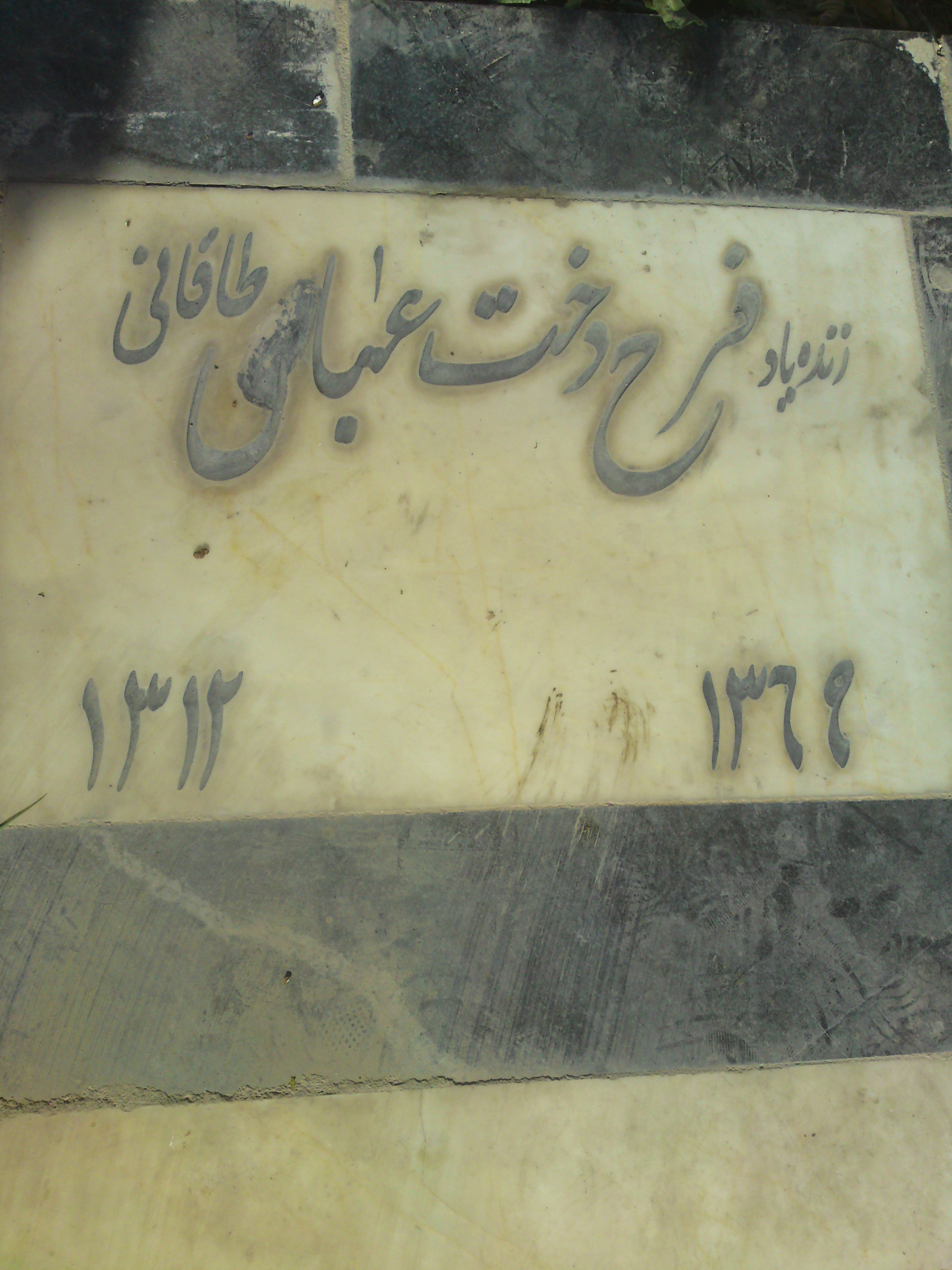
قبر پوران
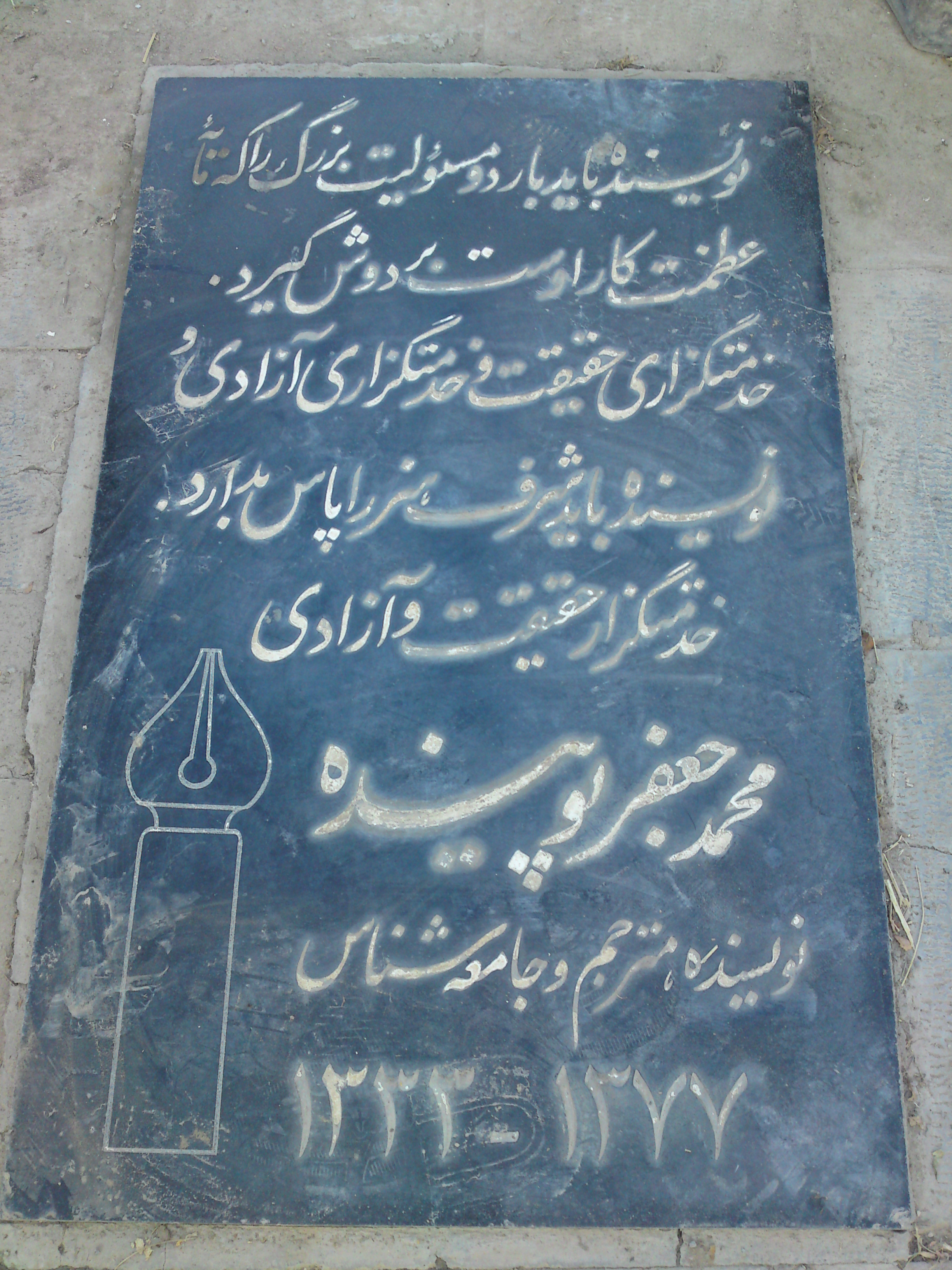
قبر محمدجعفر پوینده
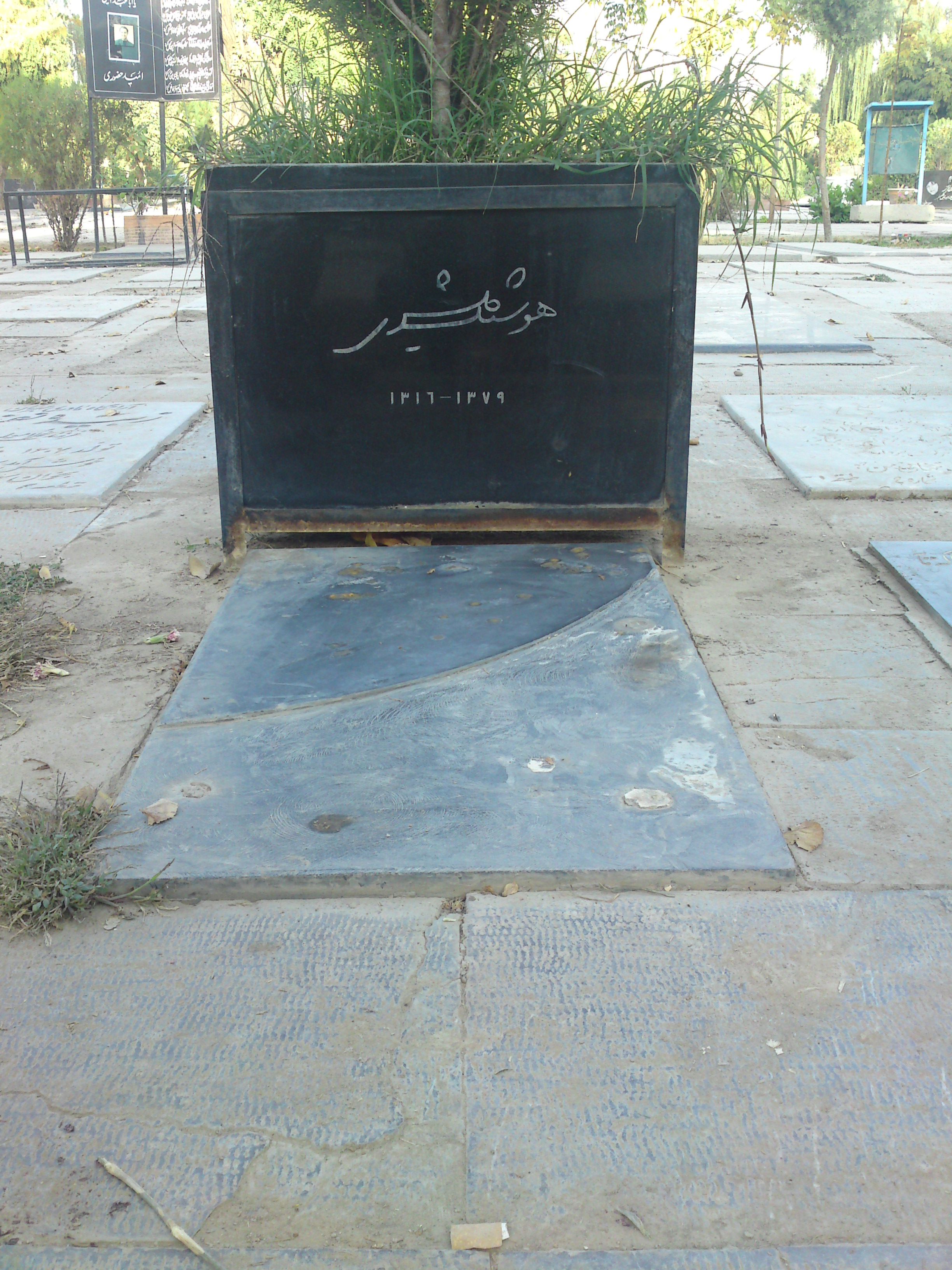
قبر هوشنگ گلشیری قبل از تخریب
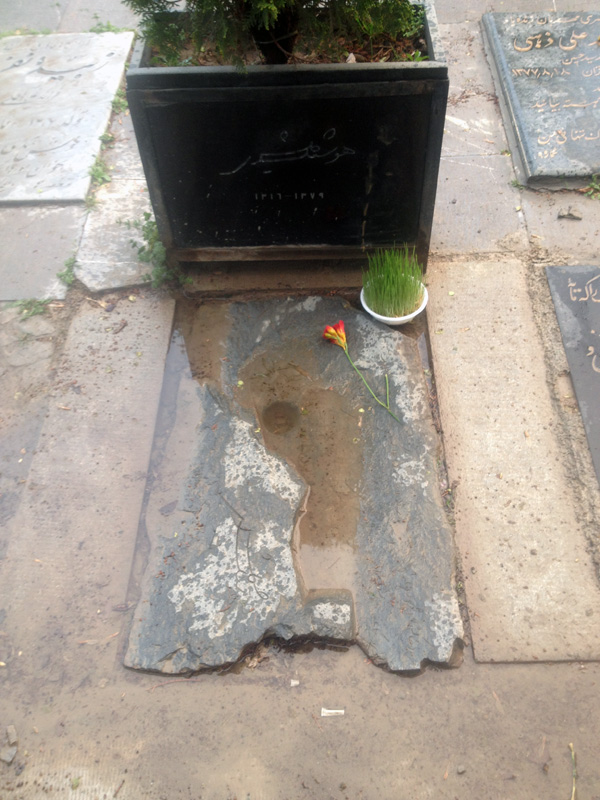
قبر هوشنگ گلشیری بعد از تخریب
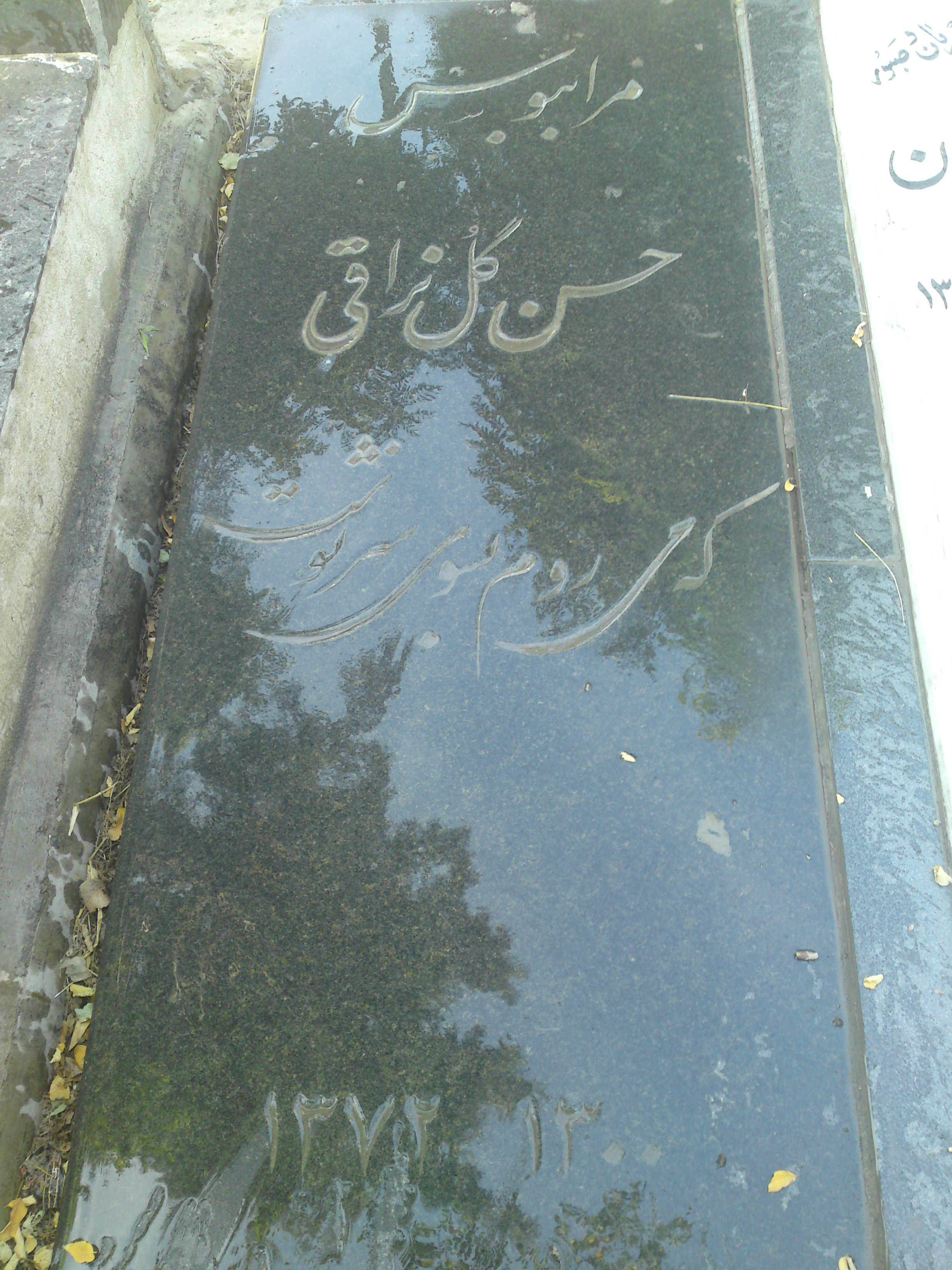
قبر حسن گل‌نراقی
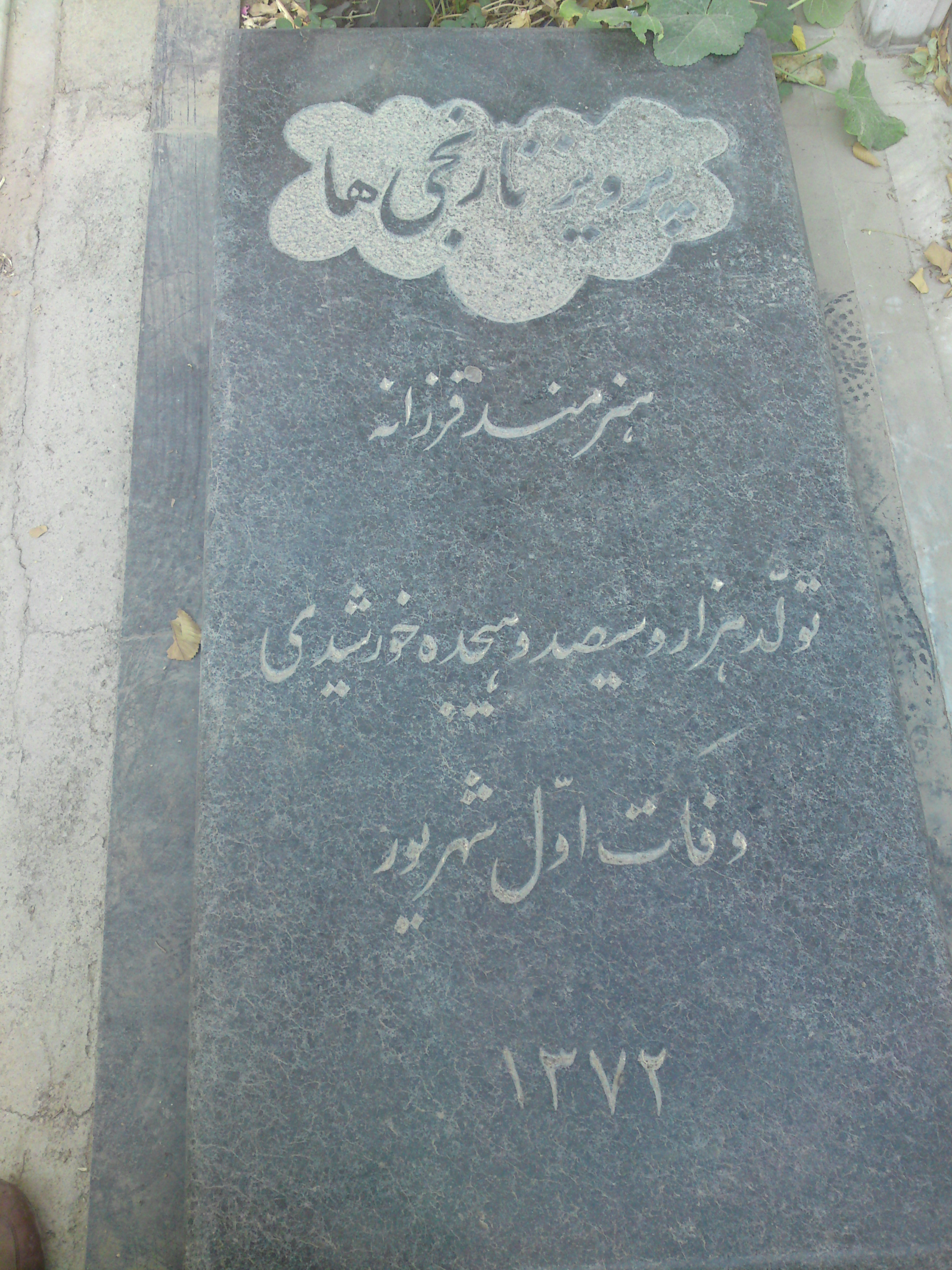
قبر پرویز نارنجی‌ها
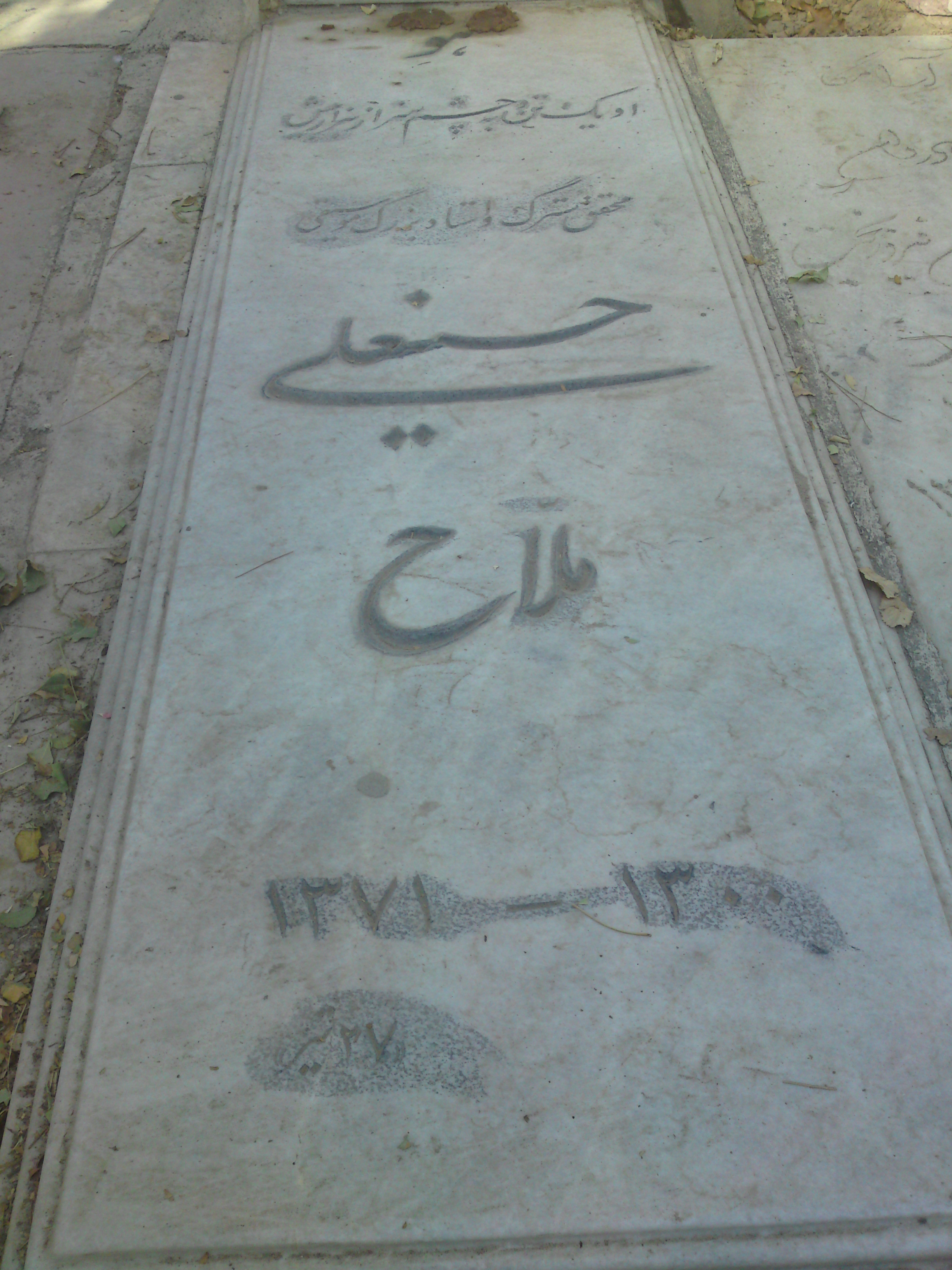
قبر حسینعلی ملاح
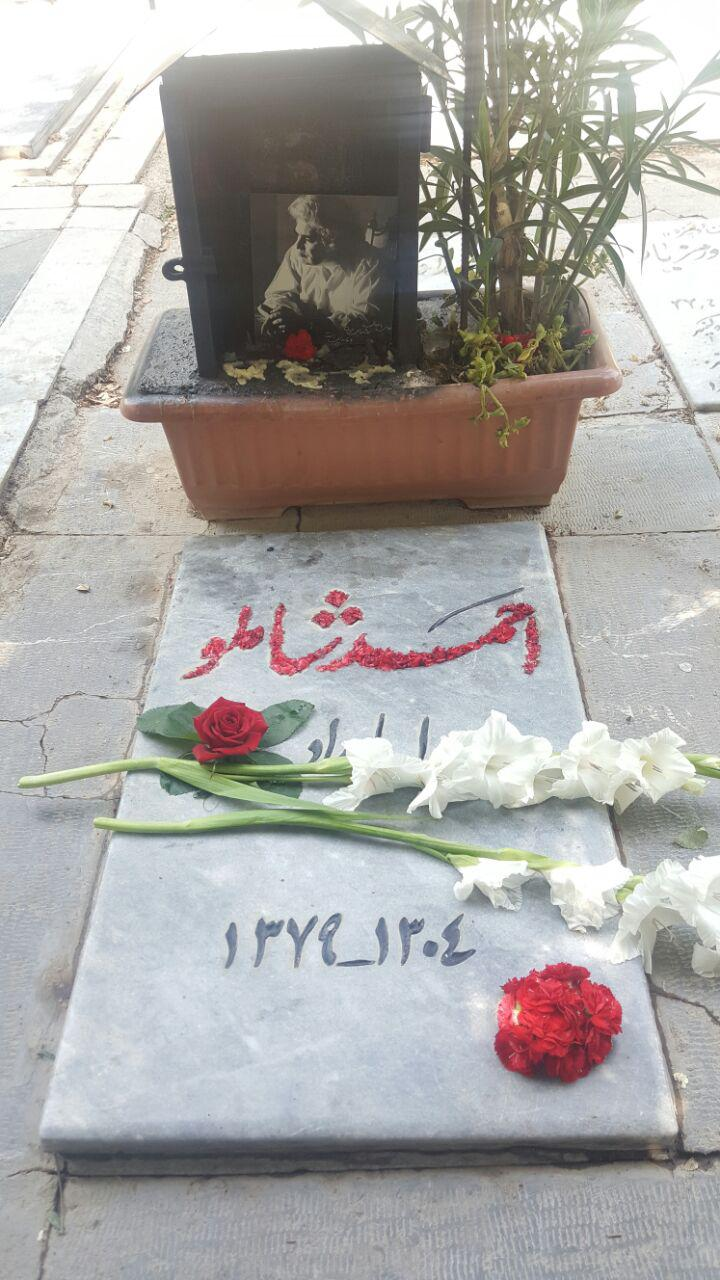
احمد شاملو
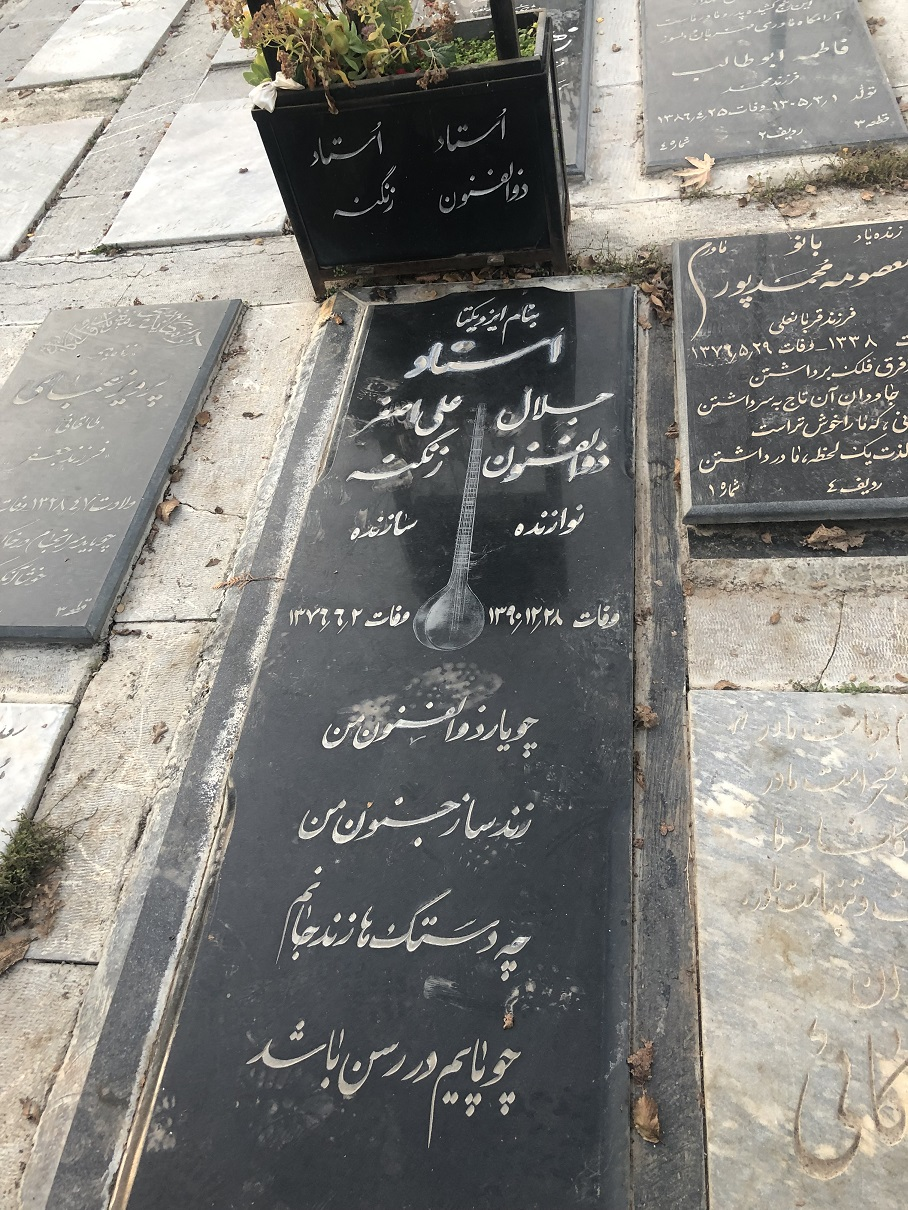
جلال ذوالفنون
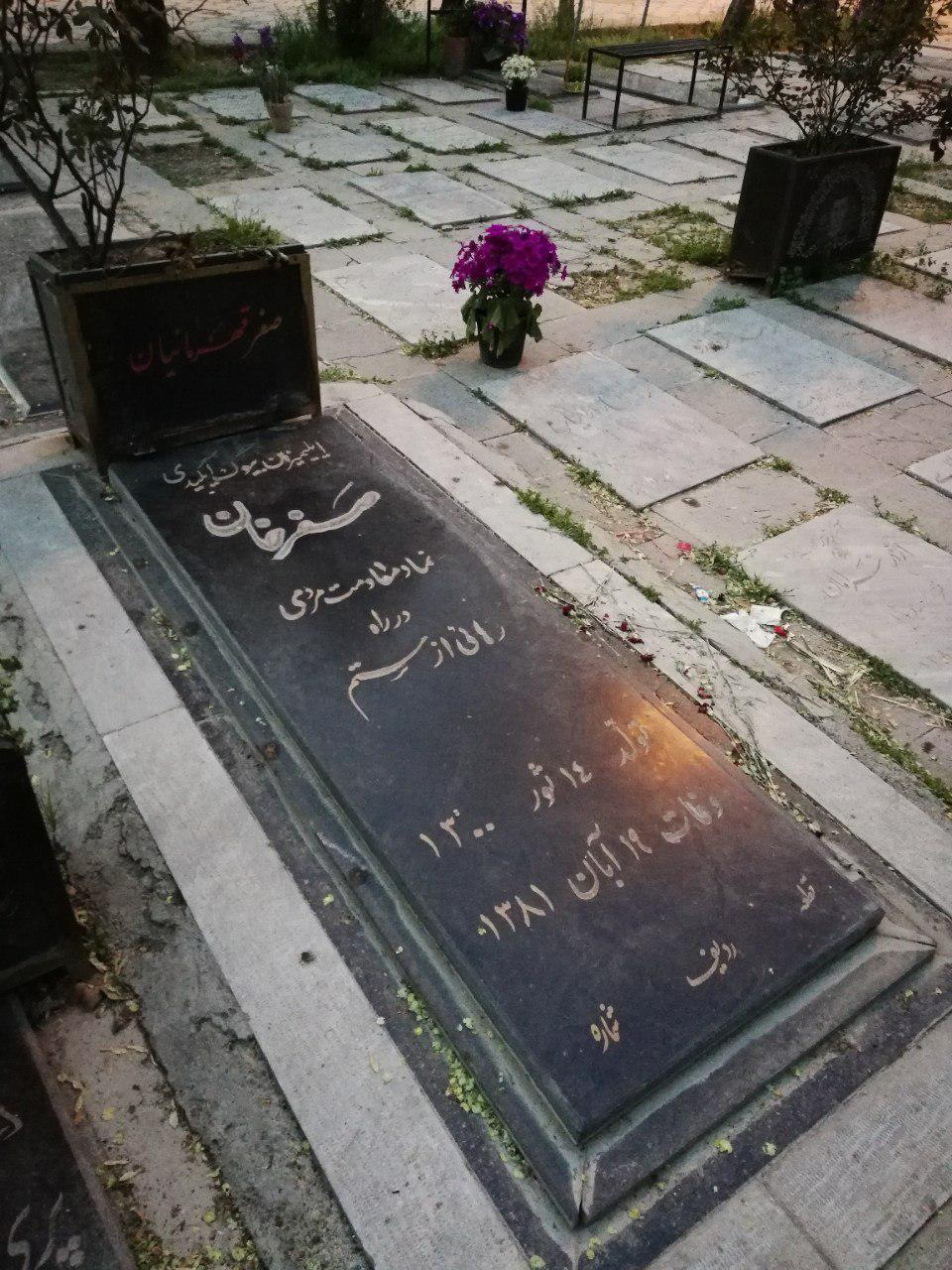
صفر قهرمانیان